# Овен (знак зодіаку)
Овéн (лат. Aries - баран) — перший знак зодіаку, відповідний сектору екліптики від 0° до 30°, рахуючи від точки весняного рівнодення; кардинальний знак тригону Вогонь.
Березневий Овен, має ідальну сумісність з Рибами, які народились в перший тиждень березня.
У західній астрології вважається, що Сонце знаходиться в знаку Овна приблизно з 21 березня по 20 квітня, у ведичній — Меша з 14 квітня по 15 травня. Не слід плутати знак Овна із сузір'ям Овнá, в якому Сонце перебуває з 19 квітня по 13 травня.
Астрологічна ера Овна тривала приблизно від 2150 до н. е. і до 1 року н. е.
- Планета, що керує (в обителі) знаком — Марс.
- Планета в екзальтації — Сонце.
- Планета у вигнанні — Венера.
- Планета в падінні знака — Сатурн.

## Західний зодіак

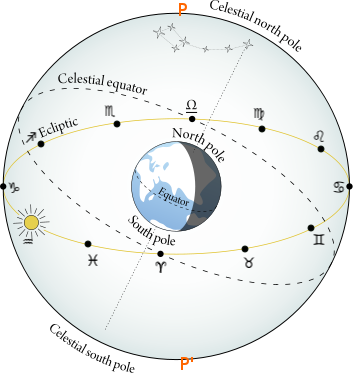
Знаки зодіаку («домівки» Сонця або доми гороскопу)

Овен є першим зодіакальним знаком як у порядку проходження, так і в просторовому чергуванні на колесі життя. Він пов'язаний зі першостихією (елементом) вогню, де є вихідним станом («аспектом»), внутрішньою «рівновагою», іменованою «саттва» на санскриті. У тригон вогню крім Овна ♈︎ входять Лев ♌︎ і Стрілець ♐︎ .
Знак Овна представляє весняне рівнодення (рівність дня і ночі). Йому полярно протистоїть знак Терезів ♎︎ (вхідний символ першостихії повітря; 'саттва') осіннього рівнодення. На цій же осі, що розділяє зодіак на дві рівні частини, вміщено чотири знаки, у яких числове значення однакове в обох колах (коронах) часу і простору:
- Овен ♈︎ - вхідний знак вогню, саттва (рівновага), порядковий номер 1;
- Діва ♍︎ - знак першостихії землі, що відходить, раджас (пристрасть або діяльність), номер 6;
- Терези ♎︎ - вхідний символ першостихії повітря, саттва (7);
- Риби ♓︎ - символ першостихії води, що йде, раджас (12).

Підсумувавши числові значення цих чотирьох знаків, що відповідають чотирьом типам першостихій (1+6+7+12), отримуємо 26 - число центральної рівноваги для дванадцяти знаків колеса життя. Тоді як загальна сума чисел дванадцяти знаків зодіаку дає 78, або 3 рази по 26. Видно, що на цій центральній осі, що розділяє день і ніч, немає жодного знака інертності, безжиттєвості. Сама вісь виражає неживість, момент переходу з однієї півсфери в іншу.
Терези ♎︎ (7) і Діва ♍︎ (6) - два знаки, через які проходить середина зодіаку, разом дорівнюють 13 (7+6), що в перетині кіл часу і простору знову дає число 26 (13+13). Те ж саме відбувається при підсумовуванні першого знака, Овна ♈︎ (1), з останнім, Рибами ♓︎ (12). Тому ці чотири знаки відіграють центральну роль у Зодіаку, маючи між собою значущі співвідношення.
У Зодіаку Овну відповідає планета Марс.  Варто зауважити, що зв'язок між греко-римською міфологією і планетами Сонячної системи доволі очевидний, щоб не звертати на це увагу.
Зодіакальний рік починається в березні (коли сонце вступає у весняне рівнодення), а не в січні.

## В інших зодіаках

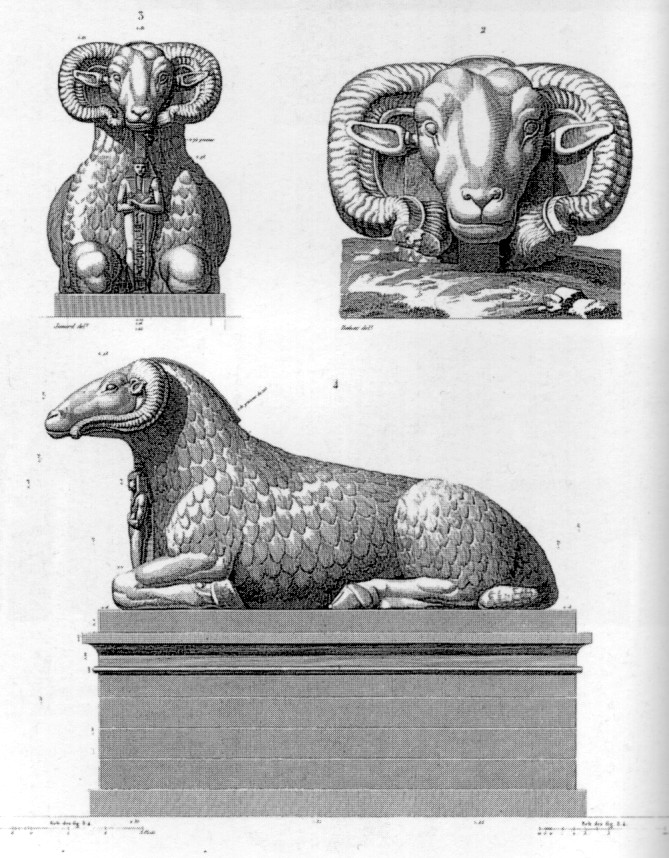
Зарисовки французької експедиції Наполеона (вид. «Опис Єгипту»; 1809)

### Дендерський зодіак
На давньоєгипетському зодіаку в Дендері Овен займає 32° зодіакального пояса.

### Вавилонський зодіак
У вавилонському зодіаку цей знак іменувався «поденщиком», «волонтером на день» (фр. le Journalier). Іменування «овен» відносилося ж до бога Еа - «ерідуйського барана», який врятував людство від Всесвітнього потопу, збудувавши з очерету великий човен, куди він помістив людину і тварин. Символом бога Еа був посох з головою барана.

## Символ

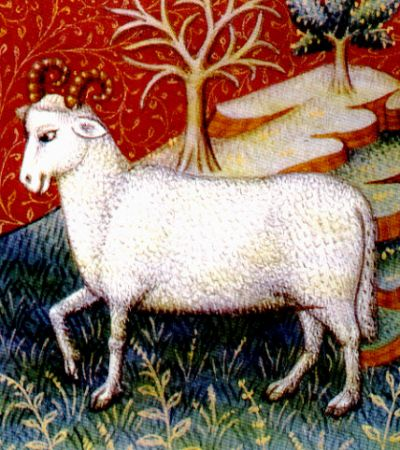
Овен.

Символ Овна ♈ (може не відображатися в деяких браузерах) в Юнікоді знаходиться під десятковим номером 9800 або шістнадцятковим номером 2648 і може бути введений в HTML-код як  ♈  або  ♈ .

## Містерія
Гірський баран із золотою шерстю, що стоїть на вершині гори, повернувши голову назад і піднявши одну ногу над прірвою.

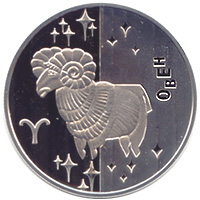
Українська срібна монета НБУ «Овен»
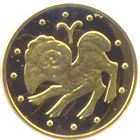
Українська золота монета НБУ «Овен»